# New Values
New Values es el tercer álbum de estudio del músico estadounidense Iggy Pop, publicado en abril de 1979 por Arista Records. Fue el primer álbum del músico con esta discográfica y fue producido por James Williamson.

## Lista de canciones

### Lado A
1. "Tell Me a Story" - 2:50
2. "New Values" - 2:39
3. "Girls" - 3:00
4. "I'm Bored"- 2:47
5. "Don't Look Down" - 3:39
6. "The Endless Sea" - 4:50

### Lado B
1. "Five Foot One" - 4:29
2. "How Do Ya Fix a Broken Part" - 2:55
3. "Angel" - 3:44
4. "Curiosity" - 2:29
5. "African Man" - 3:35
6. "Billy Is a Runaway" - 2:31

## Créditos
- Iggy Pop – voz
- Scott Thurston – guitarras, teclados
- Klaus Krüger – batería
- Jackie Clark – bajo
- Earl Shackelford – coros
- The Alfono Sisters – coro
- James Williamson – guitarra, producción, mezcla